# 何廷錦
何廷錦（1513年—？），字實夫，號蒙泉，福建邵武府邵武縣人，匠籍，明朝政治人物。

## 生平
嘉靖三十四年（1555年）乙卯科順天府鄉試第一百二十一名舉人。嘉靖三十五年（1556年）中式丙辰科三甲第五十九名進士。礼部观政，授直隶武进县知县，三十八年调山东益都县，四十一年正月考察黜職。

## 家族
曾祖何瓊；祖父何寬；父何洪，母虞氏；繼母吳氏。弟何廷鈺（御史）、廷铣（医官）、廷銘（生员）、廷锐、廷钟。
子何士賢、士範、士衡。